# Lange Gasse 12 (Nördlingen)

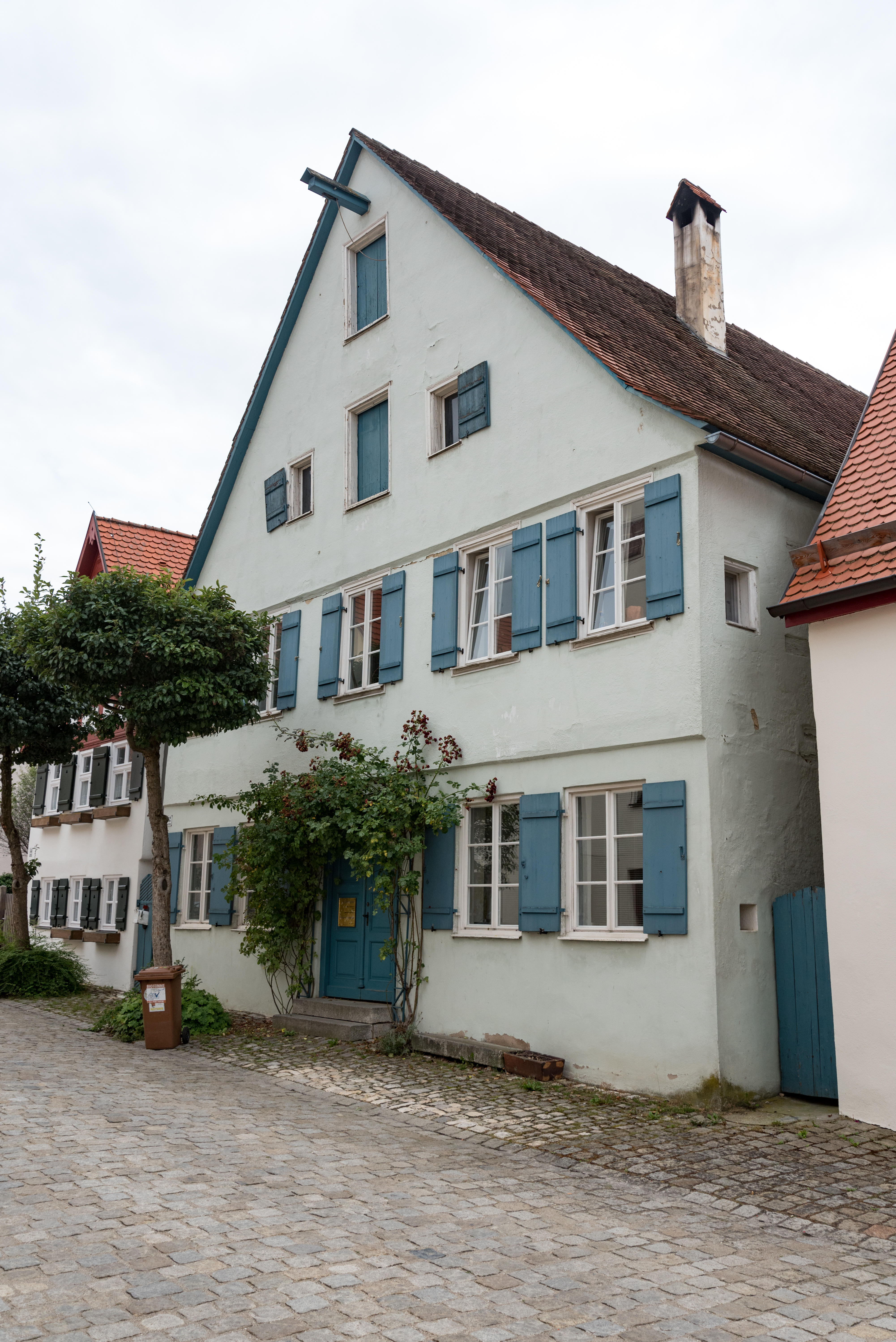
Fachwerkhaus Lange Gasse 12 in Nördlingen

Das Gebäude Lange Gasse 12 in Nördlingen, einer Stadt im schwäbischen Landkreis Donau-Ries in Bayern, wurde im Kern um 1724 errichtet. Das Fachwerkhaus ist ein geschütztes Baudenkmal.
Der zweigeschossige verputzte Ständerbau mit vorkragenden Ober- und Giebelgeschossen hat fünf straßenseitige Fensterachsen. Der Aufzugskran und die Ladeluken sind im Giebel noch vorhanden. 
Das ehemalige Ackerbürgerhaus wurde 1989 durch den damaligen Stadtbaumeister Ottmar Strauß umfassend renoviert. 